# Bretterspitze (Alpi dell'Algovia)
Il   Bretterspitze    è una montagna alta 2.608 m sopra il livello del mare, sita nelle Alpi dell'Algovia, nella Catena montuosa dell'Hornbach, nello stato federale austriaco del Tirolo, in Austria.  Le vette vicine alla catena dell'Hornbach sono la Gliegerkarspitze a ovest e l'Urbeleskarspitze a nord-est. L'ampia struttura sommitale della Bretterspitze è costituita principalmente da dolomia.

## Accesso
Due sentieri segnalati conducono alla cima del Bretterspitze e richiedono entrambi passo sicuro.
Da Hinterhornbach un sentiero conduce in circa 2,5 ore alla Kaufbeurer Haus. Da lì si può raggiungere la vetta in 1,5 ore attraverso l'Urbeleskar e la cresta nord-orientale.
Da Häselgehr un itinerario leggermente più lungo dura 4,5 ore e attraversa l'Hagerletal e il Gliegerkar fino alla cresta nord-orientale e da lì, seguendo lo stesso itinerario, fino alla vetta.
Dalla Schwärzerscharte il percorso prosegue lungo la cresta orientale fino alla vetta (segnalato – un tratto di difficoltà I). La Bretterspitze viene spesso scalata anche in collegamento con l'Enzenspergerweg (Hermann von Barth Hütte – Kaufbeurer Haus). Gli alpinisti con un minimo di abilità possono scalare la Bretterspitze anche attraverso la cresta ovest (livello di difficoltà II).